# Jonge Woudlopers
In de Disneystrips rond Donald Duck is de Jonge Woudlopers een vereniging van jongens, die van alles voor de natuur doen. Ze lijken enigszins op een scoutingclub. Ook Kwik, Kwek en Kwak zitten bij de Jonge Woudlopers. Ze zijn er zeer goed in, want ze zijn generaals met veel sterren en hebben de leiding over de Woudlopergroepen A, B en C. De hopman van Kwik, Kwek en Kwak heet Breedborst.
Er is in Duckstad eenzelfde soort scoutingclub voor meisjes, de Roodkapje Patrouille. Van deze vereniging zijn onder andere Lizzy, Juultje en Babetje lid. Tussen de twee verenigingen heerst een grote rivaliteit.
De Jonge Woudlopers (of The Junior Woodchucks) zijn in 1951 door Carl Barks bedacht voor het verhaal Operation St. Bernard.

## Geschiedenis
De voorloper van de Jonge Woudlopers was de volwassen "Woudloperswacht", die bijeen werd geroepen door Cornelis Prul om het fort Duckburg te verdedigen.
De Jonge Woudlopers zijn rond 1901 opgericht door Theodoor Prul (de zoon van Cornelis Prul) om "de jeugd de oude idealen van broederschap, natuurbeheer en een gezond verstand bij te brengen!" Theodoor leverde ook het eerste ruwe materiaal van wat later het Grote Woudlopershandboek zou worden. Toen de volwassen wacht niet meer nodig was, werd het fort het hoofdkwartier van de Jonge Woudlopers, tot Dagobert Duck de grond opkocht. Hij bouwde op de heuvel het Geldpakhuis. De resten van fort Duckburg werden jaren later door Kwik, Kwek en Kwak gevonden en het fort werd op een andere heuvel herbouwd.

## Woudlopershandboek
Het 'Handboek van de Jonge Woudlopers', ook wel (Grote) Woudlopershandboek,  is samengesteld door Theodoor Prul, met de informatie die in de boeken stond in een bibliotheek, onder het fort. Deze bibliotheek is door Cornelis Prul ontdekt nadat hij de Spanjaarden had weggejaagd. In het Woudlopershandboek staat bijzonder veel informatie over de meest uiteenlopende onderwerpen. Geregeld verschijnt er een pagina uit het handboek op de op een na laatste pagina van het weekblad Donald Duck. Op deze pagina staan veel tekeningen van de stripfiguren en niet zoveel informatie, dus waarschijnlijk is het een aangepaste pagina.
Het Grote Woudlopershandboek blijkt steevast op elke vraag een antwoord te hebben. Dit komt onder andere doordat iedere generatie woudlopers weer nieuwe wijze lessen toevoegt aan dit handboek. Het boek bevat echter ook veel informatie uit verloren gewaande bibliotheken.

## Buitenlandse namen
De Jonge Woudlopers heten in andere talen:
- Deens: Grønspætterne
- Duits: Fähnlein Fieselschweif
- Engels: The Junior Woodchucks
- Fins: Sudenpennut
- Frans: Castors Juniors
- Italiaans: Giovani Marmotte
- Noors: Hakkespettrørsla
- Spaans: Los Jóvenes Castores
- Zweeds: Gröngölingarna
- Pools: Młodzi Skauci